# Agnes Geraghty
Agnes Geraghty, född 26 november 1907 i New York, död 1 mars 1974 i Oceanside, var en amerikansk simmare.
Geraghty blev olympisk silvermedaljör på 200 meter bröstsim vid sommarspelen 1924 i Paris.